# Nicolas Baudin
Nicolas Thomas Baudin (Saint-Martin-de-Ré, 17 februari 1754 – Mauritius, 16 september 1803) was een Franse ontdekkingsreiziger, kapitein, cartograaf, natuuronderzoeker en hydrograaf.

## Leerschool
Nicolas Baudin werd op 17 februari 1754 in Saint-Martin-de-Ré geboren. Vader François Baudin was een handelaar en zijn moeder werd geboren als Suzanne Guillobé. Nicolas Baudin was het vijfde kind van de vijf kinderen uit hun huwelijk. In 1769, op vijftienjarige leeftijd, liet Baudin zich aanwerven op een koopvaardijschip. Vijf jaar later in 1774 werd hij kadet bij de Franse Oost-Indische Compagnie. Hij werd in 1776 onderofficier en foerier in Puducherry. Hij bleef er twee jaar en keerde vervolgens terug naar Frankrijk. Tijdens de Amerikaanse Onafhankelijkheidsoorlog vertrok hij naar de Antillen waar hij diende als officier bleu. Na een jaar keerde hij terug naar Frankrijk. Hij kreeg even het fregat Appolon onder zijn commando maar diende algauw zijn plaats af te staan aan de edelman Charles Jean d'Hector. Het nepotisme in de marine zat hem diep en hij besloot terug te keren naar de koopvaardij.
In 1786 werd hij door de keizer Chevalier de l'Ordre Militaire de Saint Phillipe geslagen. Onderweg deed hij Cap-Haïtien op Haïti aan en ontmoette er de Oostenrijkse botanicus Franz Josef Maerter. Maerter vertelde hem dat een andere botanicus, Franz Boos, op kaap de Goede Hoop wachtte op een schip om hem naar Mauritius te brengen. De Joséphine deed de kaap de Goede Hoop aan en pikte Boos op. Boos huurde Baudin op Mauritius in om hem en zijn plantencollectie,  die hij in Mauritius en kaap de Goede Hoop verzameld had, naar Europa te varen. Baudin nam de kostbare collectie aan boord en kwam aan in Triëst, toen nog een Oostenrijkse havenstad, op 18 juni 1788. Aldus maakte Baudin zich technieken eigen om planten en dieren aan boord in leven te houden.

## De Oostenrijkse expedities
Eind 1788 vertrok Baudin van Triëst over Mauritius naar Kanton aan het hoofd van de Jardinière. Het schip voer onder Amerikaanse vlag om inbeslagname door de Chinezen als gevolg van schulden van de Asiatic Company of Trieste te voorkomen. Aangekomen stuurde Baudin zijn rechterhand met de Jardinière naar de Noord-Amerikaanse kust om huiden op te halen maar het schip zonk eind 1789 nabij het Asuncion-eiland. Baudin keerde terug naar Mauritius om zich een nieuw schip aan te schaffen, de Jardinière II. Op 15 december 1789 werd dat echter vernietigd door een cycloon die Port Louis trof. Baudin verliet in augustus 1790 Port Louis aan boord van een Spaans schip van de Compañía de Filipinas met bestemming Cádiz. Onderweg pikten ze de botanicus Georg Scholl op in Kaapstad. Hij was de assistent van Franz Boos en had een collectie bestemd voor Schloss Schönbrunn bij zich. Door de slechte staat van het schip zagen ze zich genoodzaakt Trinidad aan te doen. De collectie van Scholl werd er achtergelaten en Baudin vaarde met een ander schip naar Martinique. Hij stuurde boodschappers naar Wenen om zijn diensten aan te bieden, een regeling voor de schulden aan China voor te leggen en het ophalen van Scholls collectie te regelen. In 1791 pleitte hij er persoonlijk voor het organiseren van een expeditie naar de Indische Oceaan en China onder de vlag van het keizerlijke Oostenrijk. In januari 1792 werd hij door het hof van Schönbrunn tot kapitein in de keizerlijke zeemacht benoemd. Twee plantkundigen, Franz Bredemeyer en Joseph van der Schot, werden aangeduid. Een schip werd klaar gemaakt en kreeg weer de naam Jardinière.
In tussentijd was het koningschap in Frankrijk echter ingestort. Er ontstond oorlog tussen Frankrijk en Oostenrijk en de expeditie liep vertraging op. Op 1 oktober 1792 vertrok de Jardinière dan toch uit Málaga. Ze rondde de Kaap de Goede Hoop en zette koers naar Nieuw-Holland. Twee opeenvolgende cyclonen maakten elke natuurwetenschappelijke studie echter onmogelijk. Het schip diende voor herstellingen aan te meren in Bombay. Vervolgens vertrok de expeditie terug naar de Perzische Golf, de oostkust van Afrika en de Rode Zee waar natuurhistorische specimens van de fauna en flora werden verzameld. De expeditie kwam bruusk aan haar einde door een hevige storm in de Tafelbaai in juni 1794. Baudin overleefde en keerde, over de Verenigde staten, terug naar Frankrijk. De collectie van de Jardinière werd in Trinidad achtergelaten. Hij probeerde vervolgens bij de Franse marine aan de slag te gaan.

## Expeditie naar de Antillen
In maart 1796 ontmoette hij Antoine Laurent de Jussieu in Parijs en die stelde hem voor een expeditie naar de Antillen en de Caraïben te organiseren in opdracht van het Muséum national d'histoire naturelle. Hij zou er insecten, planten en vogels verzamelen en eveneens de achtergebleven collectie in Trinidad ophalen. Het voorstel werd aanvaard door de Franse regering die zich wilde meten met de Britse zeemacht en gebruik wilde maken van  de ervaring van Baudin.
Baudin werd benoemd tot opperbevelhebber van de expeditie. De Belle-Angélique voer op 30 september 1796 vanuit Le Havre naar de Canarische Eilanden. Aan boord waren de botanicus Ledru, de hovenier Riedlé en de twee zoölogen Maugé en Levillain. Op de Canarische Eilanden werd de Belle-Angélique onzeewaardig bevonden na een storm en ingeruild voor de Fanny. De expeditie bereikte Trinidad in april 1797. Het eiland was net in handen gevallen van de Britten die er de Spanjaarden verjaagd hadden. De nieuwe overheden verboden Baudin om de botanische collectie die drie jaar eerder werd achtergelaten op te laden. De Fanny vertrok vervolgens naar Saint Thomas, Saint Croix en Puerto Rico. Daar werden collecties van de fauna en flora aangelegd. Op Saint Croix werd de Fanny vervangen door een ander schip dat men weer de Belle-Angélique doopte. De expeditie keerde terug naar Frankrijk in juni 1798 met een grote hoeveelheid specimens van  450 vogels, 4000 vlinders en andere insecten, 200 schelpen, 7 kisten koralen, zeesterren, krabben en kreeften, 200 specimens van soorten hout, 4 kisten zaden van 400 soorten, 8000 gedroogde planten van 900 soorten en 800 levende planten en struiken van 350 soorten werden gelost. De collecties werden tentoongesteld samen met de kunstwerken die Napoleon had buitgemaakt in Italië.

## Expeditie naar Australië

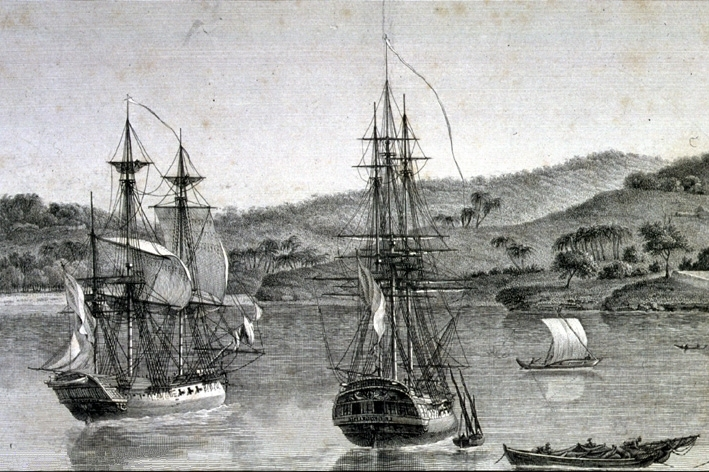
De Geographe en de Naturaliste

In maart 1800 verkreeg hij een audiëntie bij Napoleon Bonaparte. In oktober 1800 werd hij geselecteerd om een expeditie naar de kusten van Australië te leiden. De expeditie bestond uit twee schepen, de Geographe onder het gezag van Baudin, en de Naturaliste onder dat van Hamelin. Aan boord waren 22 wetenschappers, hoveniers en tekenaars waarvan 9 zoölogen en botanici waaronder Jean-Baptiste Leschenault de La Tour. De expeditie vertrok uit Le Havre op 18 oktober 1800. Rond maart april 1801 verliet de helft van de ploeg de expeditie bij een tussenstop in Mauritius. Anderen zoals Maugé, Levillain en Riedlé stierven onderweg aan dysenterie. Leschenault verliet de expeditie in 1803.
In mei 1801 bereikte hij Australië. Ze onderzochten de west- en zuidkust en brachten deze in kaart. Baudin noemde Geographe Bay en Kaap Naturaliste naar zijn schepen. Er werd een overvloedige verzameling gedroogde planten aangelegd. De kangoeroes stierven echter. De bemanning leed ook verliezen door scheurbuik. Op 8 april 1802 ontmoette hij Matthew Flinders die voor de Britten de kust in kaart bracht nabij Kangaroo Island. Matthew Flinders noemde de plaats waar ze elkaar ontmoetten Encounter Bay. Baudin nam van 27 juni tot november 1802 rust in de Britse kolonie Port Jackson om er zich te bevoorraden. Hij kocht er een derde schip, de schoener Casuarina, en gaf Louis de Freycinet er het bevel over. Toen ze uit Port Jackson vertrokken hadden zich een aantal Britse gevangenen aan boord verstopt. Baudin droeg ze op Kings Island over aan een Brits schip. Dat schip schaduwde de expeditie omdat de Britten de intenties van de Fransen wantrouwden. Vervolgens verbleef de expeditie een maand op Tasmanië dat toen nog Van Diemensland heette, waarna ze noordwaarts naar Timor zeil zetten.
In juni 1803 kwam de Naturaliste terug in Le Havre aan. De Geographe kwam op 21 maart 1804 toe in Lorient. Nicolas Baudin was op 16 september 1803 tijdens de terugtocht naar Frankrijk in Mauritius aan tuberculose bezweken. De schepen hadden verslagen over tienduizenden planten bij, 2500 specimens van mineralen, 12 kisten met aantekeningen, observaties en reisdagboeken en 1500 schetsen en schilderijen. Samen met de voor natuuronderzoekers en etnologen belangrijke beschrijvingen en specimens, leverde de expeditie kaarten op van bijna heel de west- en zuidkust van Australië en van Tasmanië.
Volgens recent onderzoek aan de Universiteit van Adelaïde maakte Péron tijdens de expeditie een rapport op voor Napoleon met informatie en strategieën om de Britse kolonie in te nemen.

## Nalatenschap

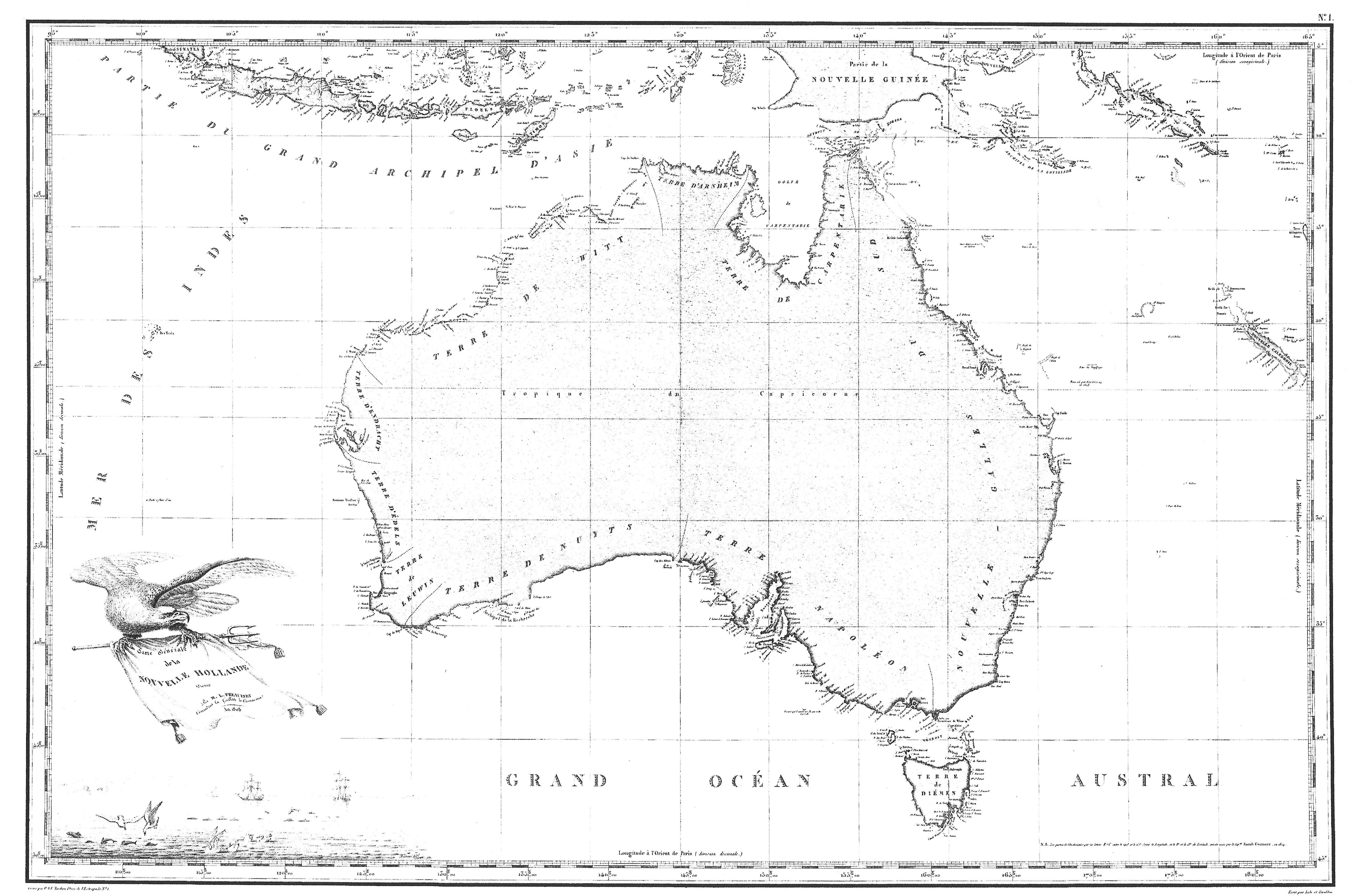
1e volledige kaart Australië Freycinet 1811

Péron publiceerde een eerste deel van Voyage aux Terres australes in 1807. Pérons tweede deel kwam met vertraging door diens dood in 1810. Freycinet publiceerde dat tweede deel, een cartografisch en hydrografisch werk in 1811. In 1824 werd een tweede meer uitgebreide uitgave van Pérons werk uitgebracht met 60 kaarten.
In het jaar 2000 publiceerde Jacqueline Bonnemains, van het Muséum d'histoire naturelle du Havre, het persoonlijke dagboek van Nicolas Baudin over de expeditie van 1800-1803. Dit naar aanleiding van het twee-eeuwenfeest van de expeditie. Een maquette van de Geographe werd gemaakt, gebaseerd op de beschrijvingen in het dagboek en de gravure die op het briefhoofd van het briefpapier van de expeditie was gedrukt.
Er werden vier dieren naar Baudin genoemd :
- Smilisca baudinii
- Emoia baudinii
- Pseudemoia baudini
- Het Baudin varken[37]

In Australië staan acht monumenten ter ere van Baudin en in Zuid-Australië zijn een aantal plaatsen naar hem vernoemd : Baudin Beach, Baudin Island en Baudin Rocks

## Galerij

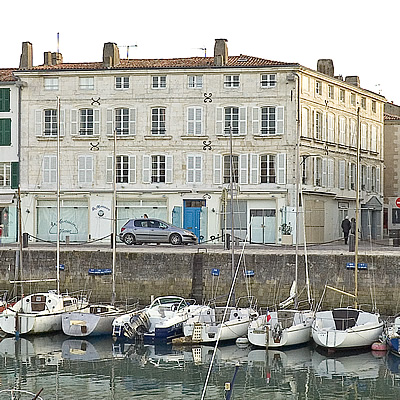
Familiaal huis Nicolas Baudin
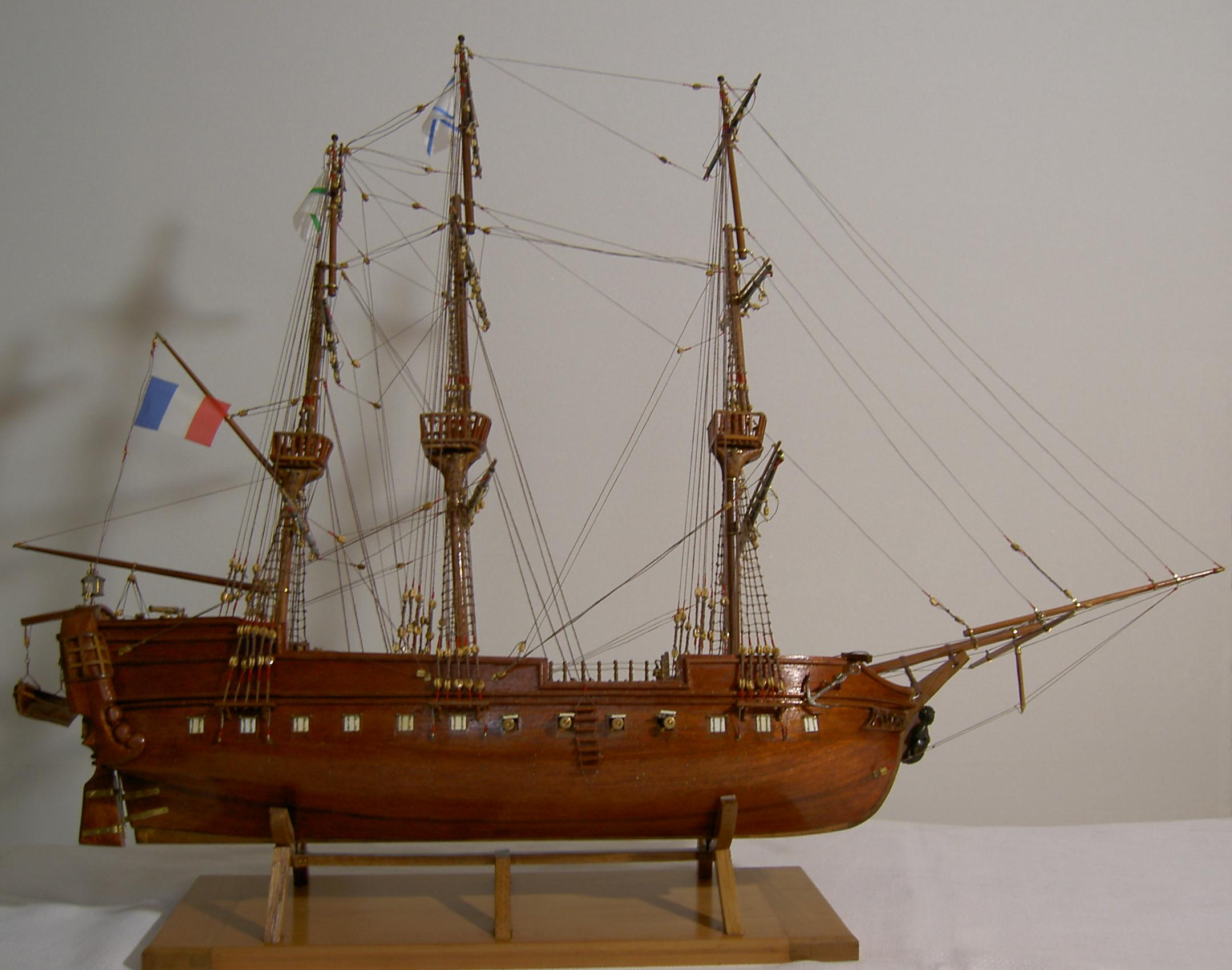
Maquette Geographe
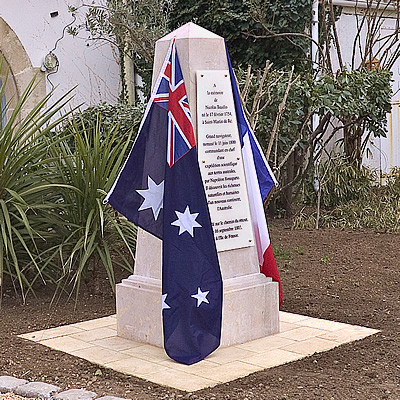
Monument Baudin Saint-Martin-de-Ré
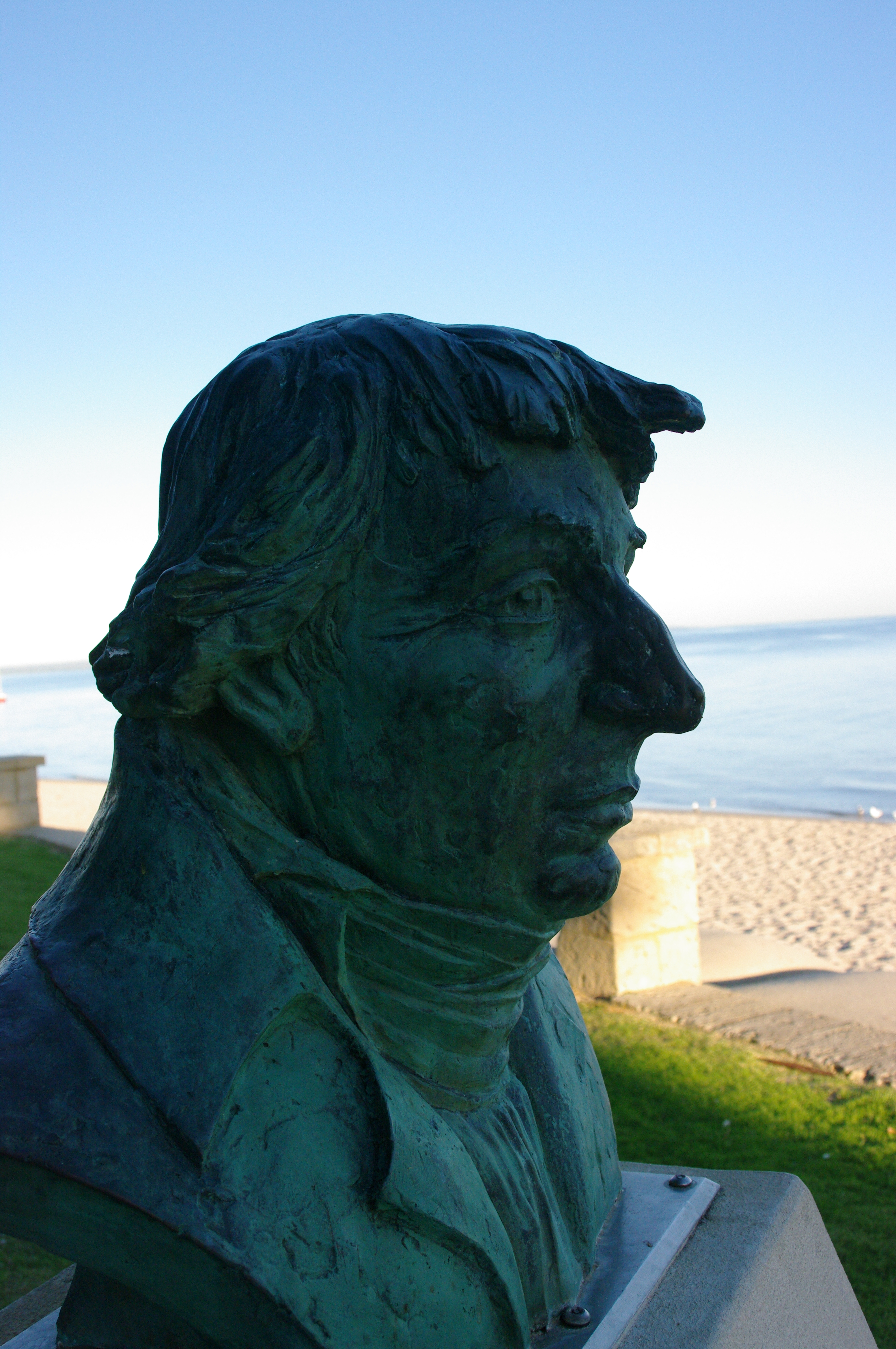
Buste Baudin Busselton
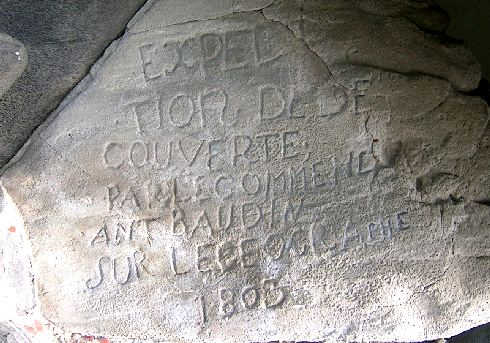
Monument Baudin Kangoeroe eiland
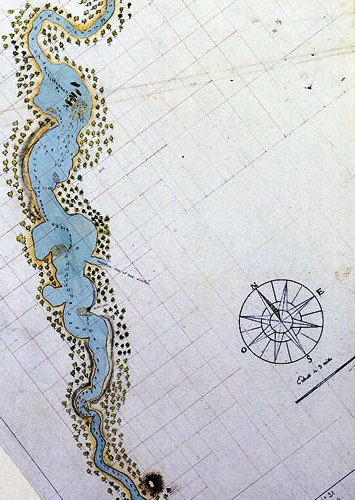
1e kaart Swanrivier 1803
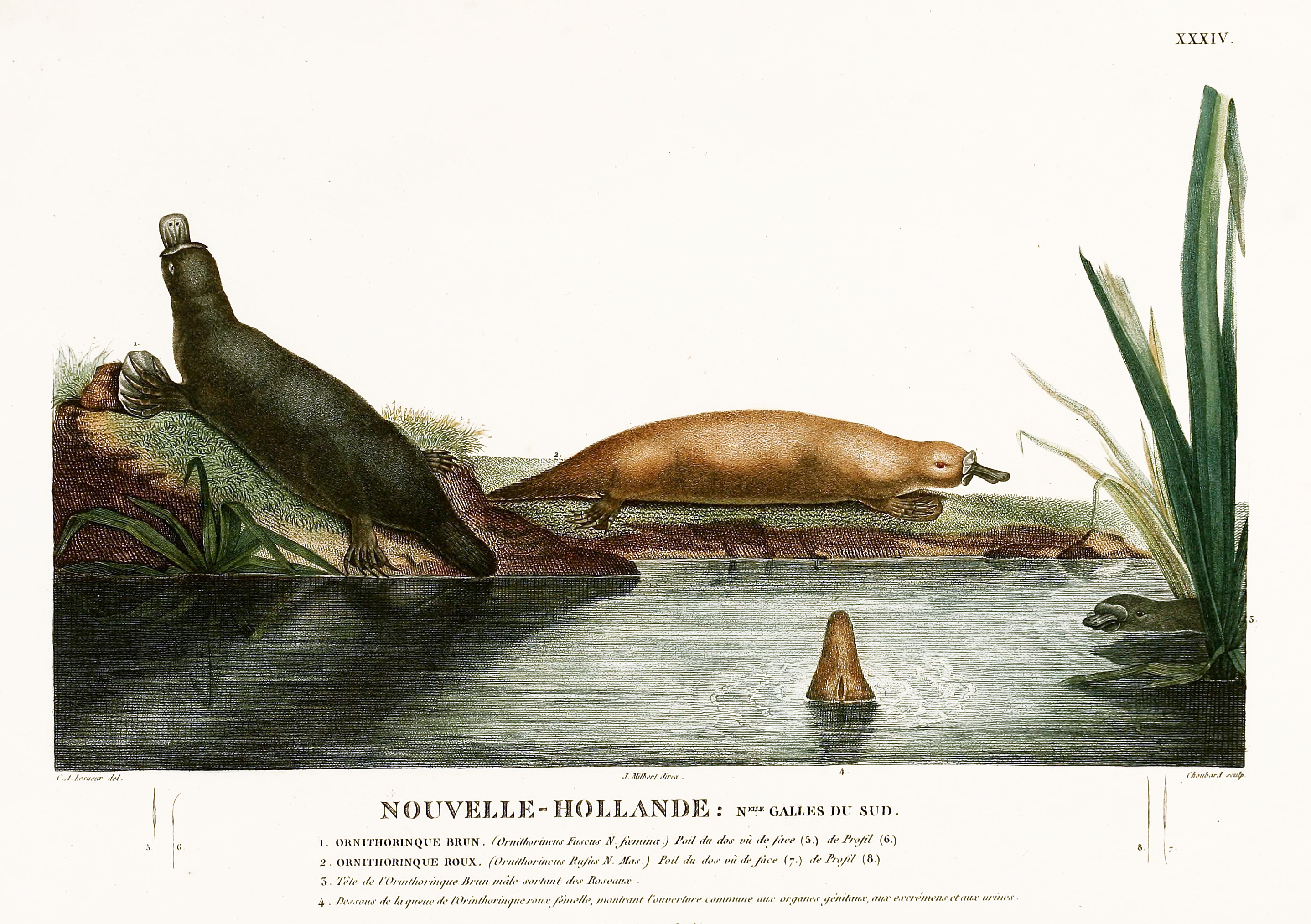
Vogelbekdier
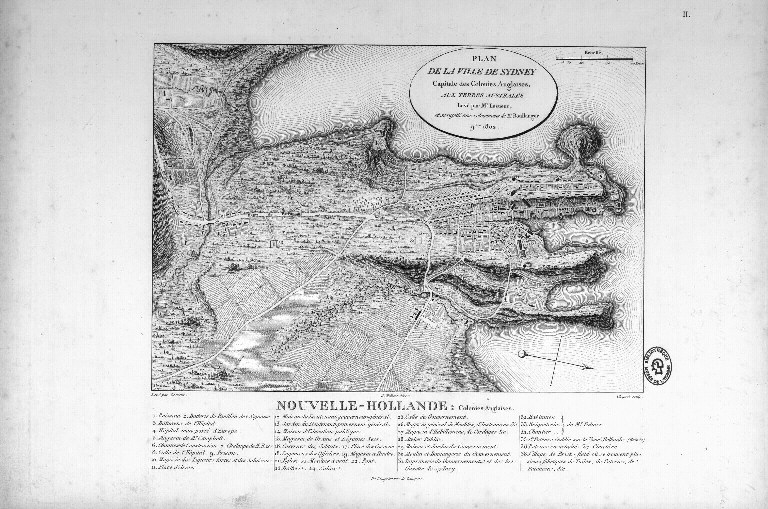
Kaart van Sydney Leseur